# アリソン・ドゥーディ
アリソン・ドゥーディ（Alison Doody, 1966年11月11日 - ）は、アイルランド・ダブリン出身の女優、モデル。

## 来歴
不動産事業をしている父親と美容セラピストの母親の間に生まれる。3人兄弟の末っ子。
修道院で教育を受け、ダブリンの美術国立大学にも在学していたが、後に退学している。
カメラマンに見出され、モデルとしてキャリアをスタート。さらにキャスティングディレクターの目に留まり、85年に『007 美しき獲物たち』でジェニー・フレックス役に抜擢され映画デビュー。撮影当時18歳だった彼女は史上最年少のボントガールとなる。
その後はTV映画などに出演した後、『インディ・ジョーンズ/最後の聖戦』でもメインキャストのエルザ・シュナイダー役に抜擢される。これを機にハリウッドに拠点を移し、いくつかの映画に出演するも、再びダブリンに戻る。
1994年にIndependent News & MediaのCEO、ギャヴィン・オライリー（en:Gavin O'Reilly）と結婚し、家庭を優先するために女優業から距離を置く。
しかし、2003年のマイケル・ケイン主演作｢The Actors｣へのカメオ出演をきっかけに、再び女優業への意欲に目覚め、2004年のTV映画『キング・ソロモンの秘宝』で女優復帰。女優復帰後はTVを中心に活躍している。
私生活ではギャヴィン・オライリーとの間に2人の娘を儲けるが、2006年に離婚している。

## エピソード
『007 美しき獲物たち』でロジャー・ムーア、『孤独のヒーロー/タフィン』でピアース・ブロスナン、『インディ・ジョーンズ/最後の聖戦』でショーン・コネリーと、3本の作品でボンド俳優と共演している。

## フィルモグラフィー
| 製作年 | 邦題 原題                                                          | 役名                           | 備考              |
| ------ | ------------------------------------------------------------------ | ------------------------------ | ----------------- |
| 1985   | 007 美しき獲物たち A View to a Kill                                | ジェニー・フレックス           | 映画デビュー作    |
| 1987   | 死にゆく者への祈り A Prayer for the Dying                          | ショブハン・ドノヴァン         |                   |
| 1987   | 秘密の花園 The Secret Garden                                       | リリアス                       | TV映画 TV放映のみ |
| 1987   | クィニー Queenie                                                   |                                | TV映画            |
| 1988   | 孤独のヒーロー/タフィン Taffin                                     | シャーロット                   |                   |
| 1989   | インディ・ジョーンズ/最後の聖戦 Indiana Jones and the Last Crusade | エルザ・シュナイダー           |                   |
| 1992   | 爆走三銃士 Ring of the Musketeers                                  | アン・マリー・アトス           | TV映画            |
| 1994   | 戦慄の航海 Temptation                                              | リー・レディック               |                   |
| 1994   | メジャーリーグ2 Major League II                                    | レベッカ・フラネリー           |                   |
| 2004   | キング・ソロモンの秘宝 King Solomon's Mines                        | エリザベス・メイトランド       | TV映画            |
| 2014   | 皆殺しの流儀 We Still Kill the Old Way                             | テイラー警部補                 |                   |
| 2022   | RRR                                                                | キャサリン・バクストン総督夫人 |                   |